# Camille Cautru
Camille Cautru, né le 4 février 1879 à Lassy (Calvados) et mort le 14 octobre 1969 à La Rocque (Calvados), est un homme politique français.

## Biographie
- Maire de Lassy de 1919 à 1953.
- Député du Calvados (Union républicaine démocratique) de 1919 à 1936
- Sénateur  du Calvados (Union républicaine) de 1936 à 1940
- Sous-secrétaire d'État à l'agriculture du 13 au 23 décembre 1930 dans le gouvernement Théodore Steeg

Comme de nombreux adhérents de la Fédération républicaine, il s'éloigne de ce mouvement dans la seconde partie des années 1930 en réaction au durcissement à droite de ce parti. Il se rapproche alors de l'Alliance démocratique.
Il est inhumé dans la sépulture de sa belle-famille Barbé au cimetière ouest de Condé-sur-Noireau à Condé-en-Normandie (Calvados).

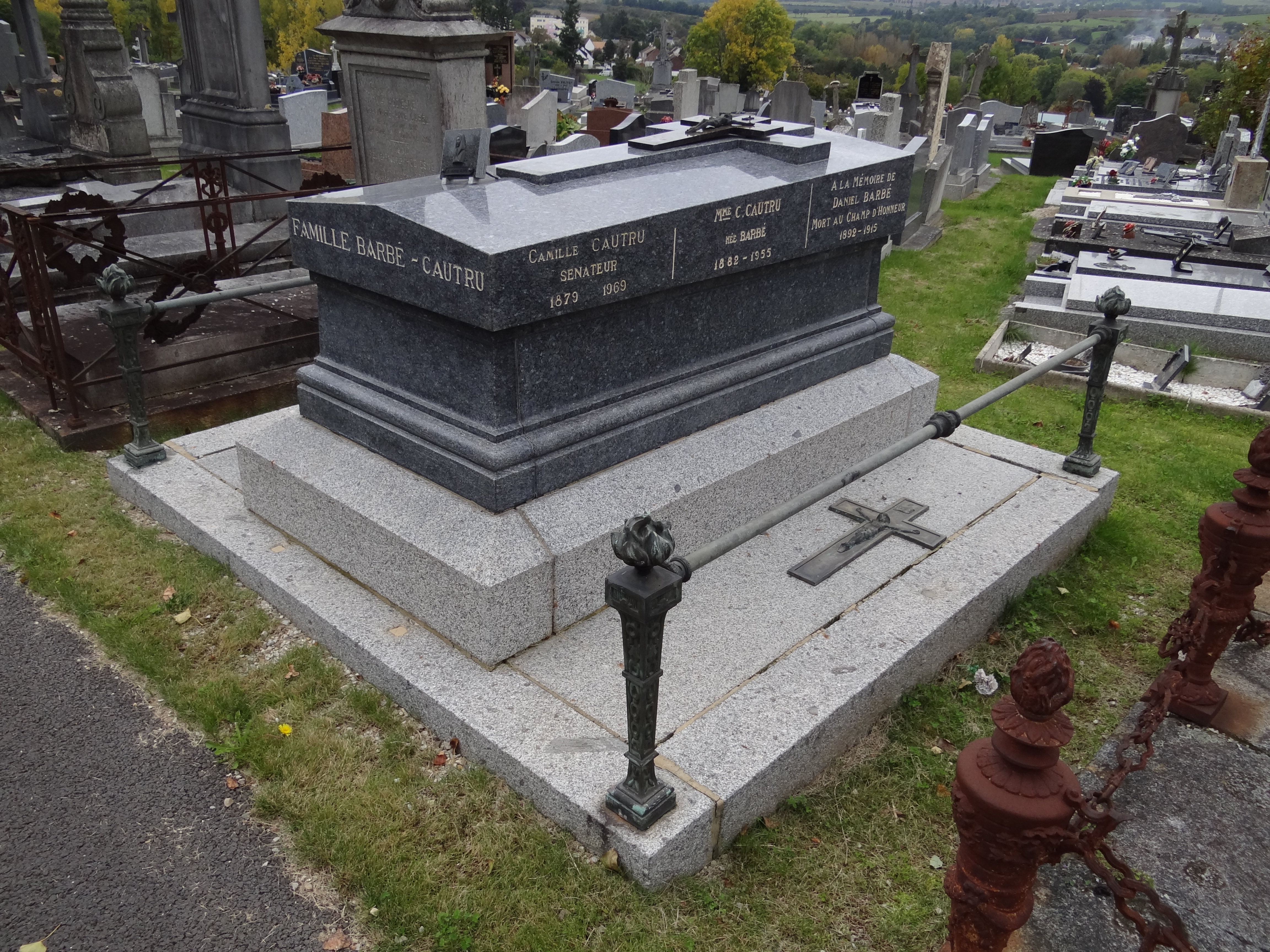
La tombe de Camille Cautru au cimetière ouest de Condé-sur-Noireau à Condé-en-Normandie (Calvados).

## Distinctions
- Officier de la Légion d'honneur (20 avril 1963)[1]
- Médaille d'honneur régionale, départementale et communale, or

## Ouvrages
Camille Cautru est membre de l'Académie des Sciences, Arts et Belles-Lettres de Caen, et de la Société des Antiquaires de Normandie. Il a écrit de nombreux ouvrages et petites brochures sur l'histoire des communes de sa région:
- L'Église de Lassy, en souvenir de la fête du 26 août 1934, La Presse condéenne, Condé-sur-Noireau, 1934.
- La participation du Bocage Normand à la Conquête de l'Angleterre, imprimerie Caron & Cie, Caen, 1954.
- Notes sur la famille des Rotours, Imprimerie Caron et Cie, Caen, 1955.
- Le Theil, Notes d'histoire, Imprimerie condéenne, 1959.
- Notes sur la famille de Rovencestre, La Presse du Bocage Normand, 1959.
- Histoire de Vassy, La Presse du Bocage Normand, 1961.
- Pontécoulant, Charles Corlet, Condé-sur-Noireau, 1962.
- Lassy et La Rocque, Notes d'histoire.
- Les de Percy, seigneurs de Montchamp.
- La chapelle de Marsangle, Histoire et légendes, Imprimerie condéenne.
- Périgny, Notes d'histoire, Éditions Charles Corlet, 1979.
- Histoire de Burcy, notes manuscrites.

On trouve également à la Bibliothèque municipale de Caen ces petits ouvrages:
- Quelques notes sur la vie publique de M. Camille Cautru, par F. Ledré.
- Quelques interventions de M. Camille Cautru, Député de Vire, au cours de la 15e Législature, Imprimerie de la Presse Condéenne, Condé-sur-Noireau.

## Sources
1. ↑  « Recherche - Base de données Léonore », sur www.leonore.archives-nationales.culture.gouv.fr (consulté le 17 novembre 2023)

- « Camille Cautru », dans le Dictionnaire des parlementaires français (1889-1940), sous la direction de Jean Jolly, PUF, 1960 [détail de l’édition]